# Contre-la-montre par équipes de l'Open de Suède Vårgårda 2019
La 12e édition du contre-la-montre par équipes de l'Open de Suède Vårgårda a eu lieu le 17 août 2019. Elle fait partie de l'UCI World Tour. Elle est remportée par l'équipe Trek-Segafredo.

## Parcours
Le circuit est relativement plat et droit dans sa première partie. Il fait demi-tour à Herrljunga. Il est modifié sur sa fin avec un tour dans Vårgårda raccourci.

## Équipes
| Équipes féminines professionnelles (15)- Alé Cipollini - Boels Dolmans - BTC City Ljubljana - Canyon-SRAM Racing - CCC-Liv - FDJ-Nouvelle Aquitaine-Futuroscope - Mitchelton-Scott - Movistar Team - Parkhotel Valkenburg-Destil - Sunweb Women - Tibco-Silicon Valley Bank - Virtu Cycling Women - Valcar Cylance - Trek-Segafredo - WNT-Rotor Pro Cycling Équipes nationales (2)- Norvège - Suède |
| |

## Favorites
L'équipe Boels Dolmans va tenter de réaliser la passe de trois sur l'épreuve. La formation Mitchelton-Scott est présente sans la championne du monde du contre-la-montre Annemiek van Vleuten. Sunweb était deuxième en 2018 avec une équipe similaire. Canyon-SRAM en tant que championne du monde en titre de la discipline fait partie des favorites, tout comme Trek-Segafredo qui compte dans ses rangs Ellen van Dijk, Elisa Longo Borghini et Trixi Worrack.

## Récit de la course
La WNT n'est pas au départ après avoir endommagé plusieurs vélos de contre-la-montre lors d'une chute sur une reconnaissance. La route est quelque peu humide. Canyon-SRAM réalise le premier temps de référence. Il est seulement devancé par la Trek-Segrafredo qui s'impose.

## Classements

### Classement final
| \| Classement général \| Classement général \| Classement général \| Classement général \| Classement général \| Classement général \| \| Équipe \| Équipe \| Pays \| Temps \| Écart de temps \| Vitesse moy. \| \| ------------------ \| ---------------------------------- \| ------------------ \| ------------------ \| ------------------ \| ------------------ \| \| 1re \| Trek-Segafredo \| États-Unis \| 43 min 53 s \| 0 s \| 48.675 km/h \| \| 2e \| Canyon-SRAM Racing \| Allemagne \| 44 min 18 s \| + 25 s \| 48.217 km/h \| \| 3e \| Sunweb Women \| Pays-Bas \| 44 min 39 s \| + 46 s \| 47.839 km/h \| \| 4e \| Boels Dolmans \| Pays-Bas \| 45 min 10 s \| + 1 min 17 s \| 47.292 km/h \| \| 5e \| Virtu Cycling Women \| Danemark \| 45 min 41 s \| + 1 min 48 s \| 46.757 km/h \| \| 6e \| Mitchelton-Scott \| Australie \| 45 min 43 s \| + 1 min 50 s \| 46.723 km/h \| \| 7e \| Valcar Cylance \| Italie \| 46 min 28 s \| + 2 min 35 s \| 45.968 km/h \| \| 8e \| CCC-Liv \| Pays-Bas \| 46 min 57 s \| + 3 min 04 s \| 45.495 km/h \| \| 9e \| Alé Cipollini \| Italie \| 46 min 57 s \| + 3 min 04 s \| 45.495 km/h \| \| 10e \| Movistar Team \| Espagne \| 47 min 12 s \| + 3 min 19 s \| 45.254 km/h \| \| 11e \| FDJ-Nouvelle Aquitaine-Futuroscope \| France \| 47 min 13 s \| + 3 min 20 s \| 45.238 km/h \| \| 12e \| BTC City Ljubljana \| Slovénie \| 47 min 17 s \| + 3 min 24 s \| 45.174 km/h \| \| 13e \| Parkhotel Valkenburg-Destil \| Pays-Bas \| 47 min 24 s \| + 3 min 31 s \| 45.063 km/h \| \| 14e \| Tibco-Silicon Valley Bank \| États-Unis \| 51 min 20 s \| + 7 min 27 s \| 41.610 km/h \| |                                    |            |             |                |              |
| |                                    |            |             |                |              |
| Source : ProCyclingStats |                                    |            |             |                |              |
| Classement général |                                    |            |             |                |              |
| Équipe | Équipe                             | Pays       | Temps       | Écart de temps | Vitesse moy. |
| 1re | Trek-Segafredo                     | États-Unis | 43 min 53 s | 0 s            | 48.675 km/h  |
| 2e | Canyon-SRAM Racing                 | Allemagne  | 44 min 18 s | + 25 s         | 48.217 km/h  |
| 3e | Sunweb Women                       | Pays-Bas   | 44 min 39 s | + 46 s         | 47.839 km/h  |
| 4e | Boels Dolmans                      | Pays-Bas   | 45 min 10 s | + 1 min 17 s   | 47.292 km/h  |
| 5e | Virtu Cycling Women                | Danemark   | 45 min 41 s | + 1 min 48 s   | 46.757 km/h  |
| 6e | Mitchelton-Scott                   | Australie  | 45 min 43 s | + 1 min 50 s   | 46.723 km/h  |
| 7e | Valcar Cylance                     | Italie     | 46 min 28 s | + 2 min 35 s   | 45.968 km/h  |
| 8e | CCC-Liv                            | Pays-Bas   | 46 min 57 s | + 3 min 04 s   | 45.495 km/h  |
| 9e | Alé Cipollini                      | Italie     | 46 min 57 s | + 3 min 04 s   | 45.495 km/h  |
| 10e | Movistar Team                      | Espagne    | 47 min 12 s | + 3 min 19 s   | 45.254 km/h  |
| 11e | FDJ-Nouvelle Aquitaine-Futuroscope | France     | 47 min 13 s | + 3 min 20 s   | 45.238 km/h  |
| 12e | BTC City Ljubljana                 | Slovénie   | 47 min 17 s | + 3 min 24 s   | 45.174 km/h  |
| 13e | Parkhotel Valkenburg-Destil        | Pays-Bas   | 47 min 24 s | + 3 min 31 s   | 45.063 km/h  |
| 14e | Tibco-Silicon Valley Bank          | États-Unis | 51 min 20 s | + 7 min 27 s   | 41.610 km/h  |

## Liste des participantes
| Légende | Légende                                                                    | Légende | Légende                                                    |
| ------- | -------------------------------------------------------------------------- | ------- | ---------------------------------------------------------- |
| Num     | Dossard de départ porté par le coureur sur cet Open de Suède Vårgårda      | Pos     | Position à l'arrivée de la course                          |
|         | Indique un maillot de champion national ou mondial, suivi de sa spécialité | NP      | Indique un coureur qui n'a pas pris le départ de la course |
| AB      | Indique un coureur qui n'a pas terminé la course                           | HD      | Indique un coureur qui a terminé la course hors des délais |

| Boels Dolmans DLT | Boels Dolmans DLT                | Boels Dolmans DLT |
| ----------------- | -------------------------------- | ----------------- |
| Num               | Coureuse                         | Pos               |
| 11                | Anna van der Breggen (NED)       | 4e                |
| 12                | Karol-Ann Canuel (CAN)           | 4e                |
| 13                | Amy Pieters (NED)                | 4e                |
| 14                | Christine Majerus (LUX) (chrono) | 4e                |
| 15                | Amalie Dideriksen (DEN)          | 4e                |
| 16                | Jip van den Bos (NED)            | 4e                |

| Mitchelton-Scott MTS | Mitchelton-Scott MTS            | Mitchelton-Scott MTS |
| -------------------- | ------------------------------- | -------------------- |
| Num                  | Coureuse                        | Pos                  |
| 21                   | Sarah Roy (AUS)                 | AB                   |
| 22                   | Gracie Elvin (AUS)              | 6e                   |
| 23                   | Jessica Allen (AUS)             | 6e                   |
| 24                   | Grace Brown (AUS) (chrono)      | 6e                   |
| 25                   | Moniek Tenniglo (NED)           | 6e                   |
| 26                   | Georgia Williams (NZL) (chrono) | 6e                   |

| Trek-Segafredo TFS | Trek-Segafredo TFS            | Trek-Segafredo TFS |
| ------------------ | ----------------------------- | ------------------ |
| Num                | Coureuse                      | Pos                |
| 31                 | Audrey Cordon-Ragot (FRA)     | 1re                |
| 32                 | Elisa Longo Borghini (ITA)    | 1re                |
| 33                 | Ellen van Dijk (NED) (chrono) | 1re                |
| 34                 | Tayler Wiles (USA)            | 1re                |
| 35                 | Ruth Edwards (USA)            | 1re                |
| 36                 | Trixi Worrack (GER)           | 1re                |

| CCC-Liv CCC | CCC-Liv CCC                    | CCC-Liv CCC |
| ----------- | ------------------------------ | ----------- |
| Num         | Coureuse                       | Pos         |
| 41          | Valerie Demey (BEL)            | 8e          |
| 42          | Jeanne Korevaar (NED)          | 8e          |
| 43          | Riejanne Markus (NED)          | 8e          |
| 44          | Agnieszka Skalniak-Sójka (POL) | 8e          |
| 45          | Marta Lach (POL)               | 8e          |

| Canyon-SRAM Racing CSR | Canyon-SRAM Racing CSR        | Canyon-SRAM Racing CSR |
| ---------------------- | ----------------------------- | ---------------------- |
| Num                    | Coureuse                      | Pos                    |
| 51                     | Alena Amialiusik (BLR)        | 2e                     |
| 52                     | Alice Barnes (GBR) (chrono)   | 2e                     |
| 53                     | Hannah Barnes (GBR)           | 2e                     |
| 54                     | Elena Cecchini (ITA) (chrono) | 2e                     |
| 55                     | Lisa Klein (GER) (chrono)     | 2e                     |

| Sunweb SUN | Sunweb SUN                    | Sunweb SUN |
| ---------- | ----------------------------- | ---------- |
| Num        | Coureuse                      | Pos        |
| 61         | Lucinda Brand (NED)           | 3e         |
| 62         | Leah Kirchmann (CAN) (chrono) | 3e         |
| 63         | Floortje Mackaij (NED)        | 3e         |
| 64         | Pernille Mathiesen (DEN)      | 3e         |
| 65         | Coryn Rivera (USA)            | 3e         |
| 66         | Juliette Labous (FRA)         | 3e         |

| Parkhotel Valkenburg PHV | Parkhotel Valkenburg PHV | Parkhotel Valkenburg PHV |
| ------------------------ | ------------------------ | ------------------------ |
| Num                      | Coureuse                 | Pos                      |
| 71                       | Lorena Wiebes (NED)      | 13e                      |
| 72                       | Marit Raaijmakers (NED)  | 13e                      |
| 73                       | Roxane Knetemann (NED)   | 13e                      |
| 74                       | Femke Markus (NED)       | 13e                      |
| 75                       | Demi Vollering (NED)     | 13e                      |
| 76                       | Nina Buysman (NED)       | 13e                      |

| Virtu Cycling Women TVC | Virtu Cycling Women TVC       | Virtu Cycling Women TVC |
| ----------------------- | ----------------------------- | ----------------------- |
| Num                     | Coureuse                      | Pos                     |
| 91                      | Marta Bastianelli (ITA)       | AB                      |
| 92                      | Anouska Koster (NED)          | 5e                      |
| 93                      | Katarzyna Pawłowska (POL)     | AB                      |
| 94                      | Mieke Kröger (GER)            | 5e                      |
| 95                      | Louise Norman Hansen (chrono) | 5e                      |
| 96                      | Christina Siggaard (DEN)      | 5e                      |

| Alé Cipollini ALE | Alé Cipollini ALE           | Alé Cipollini ALE |
| ----------------- | --------------------------- | ----------------- |
| Num               | Coureuse                    | Pos               |
| 101               | Chloe Hosking (AUS)         | AB                |
| 102               | Romy Kasper (GER)           | 9e                |
| 103               | Soraya Paladin (ITA)        | 9e                |
| 104               | Eri Yonamine (JPN) (chrono) | 9e                |
| 105               | Karlijn Swinkels (NED)      | 9e                |
| 106               | Diana Peñuela (COL)         | AB                |

| Valcar Cylance VAL | Valcar Cylance VAL              | Valcar Cylance VAL |
| ------------------ | ------------------------------- | ------------------ |
| Num                | Coureuse                        | Pos                |
| 111                | Marta Cavalli (ITA)             | 7e                 |
| 112                | Vittoria Guazzini (ITA)         | 7e                 |
| 113                | Maria Giulia Confalonieri (ITA) | 7e                 |
| 114                | Alessia Vigilia (ITA)           | 7e                 |
| 115                | Elena Pirrone (ITA)             | 7e                 |
| 116                | Chiara Consonni (ITA)           | AB                 |

| Movistar Team MOV | Movistar Team MOV               | Movistar Team MOV |
| ----------------- | ------------------------------- | ----------------- |
| Num               | Coureuse                        | Pos               |
| 121               | Aude Biannic (FRA)              | 10e               |
| 122               | Roxane Fournier (FRA)           | AB                |
| 123               | Sheyla Gutiérrez (ESP) (chrono) | 10e               |
| 124               | Lourdes Oyarbide (ESP)          | 10e               |
| 125               | Gloria Rodríguez (ESP)          | 10e               |
| 126               | Mavi García (ESP)               | 10e               |

| Tibco-Silicon Valley Bank TIB | Tibco-Silicon Valley Bank TIB | Tibco-Silicon Valley Bank TIB |
| ----------------------------- | ----------------------------- | ----------------------------- |
| Num                           | Coureuse                      | Pos                           |
| 131                           | Alison Jackson (CAN)          | 14e                           |
| 132                           | Sharlotte Lucas (NZL)         | 14e                           |
| 133                           | Shannon Malseed (AUS)         | 14e                           |
| 134                           | Leah Dixon (GBR)              | 14e                           |

| FDJ-Nouvelle Aquitaine-Futuroscope FDJ | FDJ-Nouvelle Aquitaine-Futuroscope FDJ | FDJ-Nouvelle Aquitaine-Futuroscope FDJ |
| -------------------------------------- | -------------------------------------- | -------------------------------------- |
| Num                                    | Coureuse                               | Pos                                    |
| 141                                    | Charlotte Becker (GER)                 | 11e                                    |
| 142                                    | Stine Borgli (NOR)                     | 11e                                    |
| 143                                    | Shara Marche (AUS)                     | 11e                                    |
| 144                                    | Maëlle Grossetête (FRA)                | 11e                                    |
| 145                                    | Lauren Kitchen (AUS)                   | 11e                                    |
| 146                                    | Greta Richioud (FRA)                   | AB                                     |

| BTC City Ljubljana BTC | BTC City Ljubljana BTC       | BTC City Ljubljana BTC |
| ---------------------- | ---------------------------- | ---------------------- |
| Num                    | Coureuse                     | Pos                    |
| 151                    | Eugenia Bujak (SLO) (chrono) | 12e                    |
| 152                    | Maaike Boogaard (NED)        | 12e                    |
| 153                    | Anastasia Chursina (RUS)     | 12e                    |
| 154                    | Hayley Simmonds (GBR)        | 12e                    |
| 155                    | Hanna Nilsson (SWE)          | 12e                    |
| 156                    | Urša Pintar (SLO)            | 12e                    |

| Boels Dolmans DLT | Boels Dolmans DLT                | Boels Dolmans DLT |
| ----------------- | -------------------------------- | ----------------- |
| Num               | Coureuse                         | Pos               |
| 11                | Anna van der Breggen (NED)       | 4e                |
| 12                | Karol-Ann Canuel (CAN)           | 4e                |
| 13                | Amy Pieters (NED)                | 4e                |
| 14                | Christine Majerus (LUX) (chrono) | 4e                |
| 15                | Amalie Dideriksen (DEN)          | 4e                |
| 16                | Jip van den Bos (NED)            | 4e                |

| Mitchelton-Scott MTS | Mitchelton-Scott MTS            | Mitchelton-Scott MTS |
| -------------------- | ------------------------------- | -------------------- |
| Num                  | Coureuse                        | Pos                  |
| 21                   | Sarah Roy (AUS)                 | AB                   |
| 22                   | Gracie Elvin (AUS)              | 6e                   |
| 23                   | Jessica Allen (AUS)             | 6e                   |
| 24                   | Grace Brown (AUS) (chrono)      | 6e                   |
| 25                   | Moniek Tenniglo (NED)           | 6e                   |
| 26                   | Georgia Williams (NZL) (chrono) | 6e                   |

| Trek-Segafredo TFS | Trek-Segafredo TFS            | Trek-Segafredo TFS |
| ------------------ | ----------------------------- | ------------------ |
| Num                | Coureuse                      | Pos                |
| 31                 | Audrey Cordon-Ragot (FRA)     | 1re                |
| 32                 | Elisa Longo Borghini (ITA)    | 1re                |
| 33                 | Ellen van Dijk (NED) (chrono) | 1re                |
| 34                 | Tayler Wiles (USA)            | 1re                |
| 35                 | Ruth Edwards (USA)            | 1re                |
| 36                 | Trixi Worrack (GER)           | 1re                |

| CCC-Liv CCC | CCC-Liv CCC                    | CCC-Liv CCC |
| ----------- | ------------------------------ | ----------- |
| Num         | Coureuse                       | Pos         |
| 41          | Valerie Demey (BEL)            | 8e          |
| 42          | Jeanne Korevaar (NED)          | 8e          |
| 43          | Riejanne Markus (NED)          | 8e          |
| 44          | Agnieszka Skalniak-Sójka (POL) | 8e          |
| 45          | Marta Lach (POL)               | 8e          |

| Canyon-SRAM Racing CSR | Canyon-SRAM Racing CSR        | Canyon-SRAM Racing CSR |
| ---------------------- | ----------------------------- | ---------------------- |
| Num                    | Coureuse                      | Pos                    |
| 51                     | Alena Amialiusik (BLR)        | 2e                     |
| 52                     | Alice Barnes (GBR) (chrono)   | 2e                     |
| 53                     | Hannah Barnes (GBR)           | 2e                     |
| 54                     | Elena Cecchini (ITA) (chrono) | 2e                     |
| 55                     | Lisa Klein (GER) (chrono)     | 2e                     |

| Sunweb SUN | Sunweb SUN                    | Sunweb SUN |
| ---------- | ----------------------------- | ---------- |
| Num        | Coureuse                      | Pos        |
| 61         | Lucinda Brand (NED)           | 3e         |
| 62         | Leah Kirchmann (CAN) (chrono) | 3e         |
| 63         | Floortje Mackaij (NED)        | 3e         |
| 64         | Pernille Mathiesen (DEN)      | 3e         |
| 65         | Coryn Rivera (USA)            | 3e         |
| 66         | Juliette Labous (FRA)         | 3e         |

| Parkhotel Valkenburg PHV | Parkhotel Valkenburg PHV | Parkhotel Valkenburg PHV |
| ------------------------ | ------------------------ | ------------------------ |
| Num                      | Coureuse                 | Pos                      |
| 71                       | Lorena Wiebes (NED)      | 13e                      |
| 72                       | Marit Raaijmakers (NED)  | 13e                      |
| 73                       | Roxane Knetemann (NED)   | 13e                      |
| 74                       | Femke Markus (NED)       | 13e                      |
| 75                       | Demi Vollering (NED)     | 13e                      |
| 76                       | Nina Buysman (NED)       | 13e                      |

| Virtu Cycling Women TVC | Virtu Cycling Women TVC       | Virtu Cycling Women TVC |
| ----------------------- | ----------------------------- | ----------------------- |
| Num                     | Coureuse                      | Pos                     |
| 91                      | Marta Bastianelli (ITA)       | AB                      |
| 92                      | Anouska Koster (NED)          | 5e                      |
| 93                      | Katarzyna Pawłowska (POL)     | AB                      |
| 94                      | Mieke Kröger (GER)            | 5e                      |
| 95                      | Louise Norman Hansen (chrono) | 5e                      |
| 96                      | Christina Siggaard (DEN)      | 5e                      |

| Alé Cipollini ALE | Alé Cipollini ALE           | Alé Cipollini ALE |
| ----------------- | --------------------------- | ----------------- |
| Num               | Coureuse                    | Pos               |
| 101               | Chloe Hosking (AUS)         | AB                |
| 102               | Romy Kasper (GER)           | 9e                |
| 103               | Soraya Paladin (ITA)        | 9e                |
| 104               | Eri Yonamine (JPN) (chrono) | 9e                |
| 105               | Karlijn Swinkels (NED)      | 9e                |
| 106               | Diana Peñuela (COL)         | AB                |

| Valcar Cylance VAL | Valcar Cylance VAL              | Valcar Cylance VAL |
| ------------------ | ------------------------------- | ------------------ |
| Num                | Coureuse                        | Pos                |
| 111                | Marta Cavalli (ITA)             | 7e                 |
| 112                | Vittoria Guazzini (ITA)         | 7e                 |
| 113                | Maria Giulia Confalonieri (ITA) | 7e                 |
| 114                | Alessia Vigilia (ITA)           | 7e                 |
| 115                | Elena Pirrone (ITA)             | 7e                 |
| 116                | Chiara Consonni (ITA)           | AB                 |

| Movistar Team MOV | Movistar Team MOV               | Movistar Team MOV |
| ----------------- | ------------------------------- | ----------------- |
| Num               | Coureuse                        | Pos               |
| 121               | Aude Biannic (FRA)              | 10e               |
| 122               | Roxane Fournier (FRA)           | AB                |
| 123               | Sheyla Gutiérrez (ESP) (chrono) | 10e               |
| 124               | Lourdes Oyarbide (ESP)          | 10e               |
| 125               | Gloria Rodríguez (ESP)          | 10e               |
| 126               | Mavi García (ESP)               | 10e               |

| Tibco-Silicon Valley Bank TIB | Tibco-Silicon Valley Bank TIB | Tibco-Silicon Valley Bank TIB |
| ----------------------------- | ----------------------------- | ----------------------------- |
| Num                           | Coureuse                      | Pos                           |
| 131                           | Alison Jackson (CAN)          | 14e                           |
| 132                           | Sharlotte Lucas (NZL)         | 14e                           |
| 133                           | Shannon Malseed (AUS)         | 14e                           |
| 134                           | Leah Dixon (GBR)              | 14e                           |

| FDJ-Nouvelle Aquitaine-Futuroscope FDJ | FDJ-Nouvelle Aquitaine-Futuroscope FDJ | FDJ-Nouvelle Aquitaine-Futuroscope FDJ |
| -------------------------------------- | -------------------------------------- | -------------------------------------- |
| Num                                    | Coureuse                               | Pos                                    |
| 141                                    | Charlotte Becker (GER)                 | 11e                                    |
| 142                                    | Stine Borgli (NOR)                     | 11e                                    |
| 143                                    | Shara Marche (AUS)                     | 11e                                    |
| 144                                    | Maëlle Grossetête (FRA)                | 11e                                    |
| 145                                    | Lauren Kitchen (AUS)                   | 11e                                    |
| 146                                    | Greta Richioud (FRA)                   | AB                                     |

| BTC City Ljubljana BTC | BTC City Ljubljana BTC       | BTC City Ljubljana BTC |
| ---------------------- | ---------------------------- | ---------------------- |
| Num                    | Coureuse                     | Pos                    |
| 151                    | Eugenia Bujak (SLO) (chrono) | 12e                    |
| 152                    | Maaike Boogaard (NED)        | 12e                    |
| 153                    | Anastasia Chursina (RUS)     | 12e                    |
| 154                    | Hayley Simmonds (GBR)        | 12e                    |
| 155                    | Hanna Nilsson (SWE)          | 12e                    |
| 156                    | Urša Pintar (SLO)            | 12e                    |

### Primes
La grille de prix est la suivante :
| Position | 1er     | 2e      | 3e    | 4e    | 5e    | 6e    | 7e | 8e | 9e | 10e |
| Prix     | 1 705 € | 1 245 € | 900 € | 675 € | 560 € | 560 € | €  | €  | €  | €   |